# 奧托·李登布洛克
奧托·李登布洛克教授（法語：Otto Lidenbrock），為朱爾·凡爾納小說《地心歷險記》中的虛構人物，是個性情古怪而脾氣暴躁的德國教授，因破譯出一封古老的密碼信而偕同侄子前往地心探險。

## 角色
李登布洛克年約五十多歲，是德國頗具威望的礦物學家，也是約翰奈姆學院的教授。他住在漢堡的科尼斯大街，與姪子阿克塞、女僕瑪爾莎和教女葛拉蓓同住。
1863年5月，李登布洛克在一本收購來的古書中發現了一張有密碼的羊皮紙，他為破譯出密碼所隱藏的內容而不惜費寢忘食，最終在姪子阿克塞的提點下得知羊皮紙上講的是前往地心的方法。個性急躁的李登布洛克很快便帶著阿克塞啟程，向地心的入口斯奈佛火山出發，他們與當地嚮導漢恩斯成功進入了地下深處，在這趟危險的旅途中，李登布洛克打算前往真正的地心一探究竟，但因種種阻礙而未能達成這個目標。回到地面上後，李登布洛克教授敘述了他的探險經過，引起轟動；他依舊很遺憾沒能進入真正的地心。

## 改編
在1959年電影《地心歷險記》中，由詹姆士·梅遜飾演。該片中的李登布洛克教授是蘇格蘭愛丁堡的教授:85。